# Joseph Bonet de Treyches
Pour les articles homonymes, voir Bonet.
Joseph-Balthazar Bonet de Treyches, né le 28 mars 1757 à Saint-Jeures (province du Forez, actuel département de la Haute-Loire), mort à Paris le 8 août 1828, est un homme politique de la Révolution française, du Consulat et du Premier Empire. 

## Biographie
Son père est Antoine-Joseph Bonet de Treyches, représentant du tiers-état de la sénéchaussée du Puy-en-Velay aux États-généraux de 1789. 

### Mandat à la Convention nationale
La monarchie constitutionnelle mise en place par la constitution du 3 septembre 1791 prend fin à l'issue de la journée du 10 août 1792 : les bataillons de fédérés bretons et marseillais et les insurgés des faubourgs de Paris prennent le palais des Tuileries. Louis XVI est suspendu et incarcéré, avec sa famille, à la tour du Temple.   
En septembre 1792, Joseph Bonet de Treyches, alors juge de paix à Monistrol, est élu député du département de la Haute-Loire, le sixième sur sept, à la Convention nationale.   

Il siège sur les bancs de la Gironde. Lors du procès de Louis XVI, il vote la mort, et se prononce en faveur de l'appel au peuple et du sursis à l'exécution. Le 13 avril 1793, il vote en faveur de la mise en accusation de Jean-Paul Marat. Le même jour, il est attaqué par son collègue Claude Reynaud (député de la Haute-Loire) :   
Après l'opinion de Bonet que je dédaigne d'appeler mon collègue, j'ai dénoncé à la Convention qu'il avait écrit deux lettres à l'époque du jugement de Louis Capet, aux corps administratifs du département de Haute-Loire, d'envoyer la force départementale contre les députés de la Montagne [...].   
Marat dénonce Bonet de Treyches, un mois plus tard dans son journal, comme « membre de la faction des hommes d’État ». Le 28 mai, il vote en faveur du rétablissement de la Commission des Douze.   
Le 3 octobre 1793, au terme du rapport de Jean-Pierre-André Amar (député de l'Isère), Bonet de Treyches est décrété d'accusation devant le tribunal révolutionnaire. Il se soustrait à son décret d'accusation et se réfugie en Suisse aux côtés de son collègue Jacques-Antoine Dulaure (député du Puy-de-Dôme) comme lui mis hors-de-la-loi. Il est réintégré à la Convention le 18 ventôse an III (8 mars 1795) aux côtés des autres députés girondins hors-la-loi.   
Le 20 germinal an III (le 9 avril 1795), Joseph Bonet de Treyches est envoyé en mission à Saint-Étienne, en remplacement d'Eugène Patrin (député du Rhône-et-Loire), afin de surveiller la manufacture d'armes.   

### Du Directoire à la Restauration
Il siège jusqu'en 1797 au Conseil des Cinq-Cents, puis est nommé commissaire du Gouvernement du Théâtre de la République et des Arts, comme codirecteur puis directeur intérimaire. 
De décembre 1802 à septembre 1803, il est agent comptable du même Opéra sous la direction d'Étienne Morel de Chédeville et redevient directeur ensuite jusqu'en 1807. Il entre enfin au Corps législatif en décembre 1809. 
Bonet de Treyches est visé par la loi du 12 janvier 1816 contre les régicides et les ralliés à Napoléon Ier durant les Cent-Jours. Il s'exile à Bruxelles mais est autorisé à rentrer en France en 1818. 